# Kakteen in Südamerika
Kakteen in Südamerika (abreviado Kakteen Südamer.) es un libro con ilustraciones y descripciones botánicas que fue escrito por el botánico y geólogo alemán Friedrich Ritter. Fue un especialista en cactaceae, que investigó, recolectó y nombró muchas especies de cactus. Fue publicado en cuatro volúmenes en los años 1979 a 1981, con el nombre de  Kakteen in Sudamerika: Ergebnisse Meiner 20-jährigen Feldforschung.

## Volúmenes
- Vol. 1, Brasil, Uruguay, Paraguay, 1979;
- Vol. 2, Chile, 1980;
- Vol. 3, Argentina, Bolivia, 1980;
- Vol. 4, Perú, 1981